# Le Repaire du forçat
Pour plus de détails, voir Fiche technique et Distribution.
Le Repaire du forçat (titre original : Deep Valley) est un film américain réalisé par Jean Negulesco, sorti en 1947.

## Fiche technique
- Titre original : Deep Valley
- Titre français : Le Repaire du forçat
- Réalisation : Jean Negulesco
- Scénario : Salka Viertel et Stephen Morehouse Avery d'après le roman de Dan Totheroh
- Photographie : Ted D. McCord
- Musique : Max Steiner
- Société de production et de distribution : Warner Bros.
- Pays d'origine :  États-Unis
- Genre : Film dramatique, Film noir
- Date de sortie : 1947

## Distribution
- Ida Lupino : Libby Saul
- Dane Clark : Barry Burnette
- Wayne Morris : Jeff Barker
- Fay Bainter : Ellie Saul
- Henry Hull : Cliff Saul
- Willard Robertson : Shérif Akers
- Rory Mallinson (non crédité) : un contremaître